# Sara Gil
Sara Gil de la Vega (Barcelona, 25 de octubre de 1994) es una exjugadora española de balonmano que jugaba para el Balonmano Bera Bera y era internacional con la selección española con la que participó en el Campeonato Europeo de Balonmano Femenino del 2018.

## Trayectoria
Extremo izquierdo de mucho talento se formó en los equipos de base del club Sant Martí Adrianenc y luego en el Castelldefels. Con el equipo del Bajo Llobregat debutó en el primer equipo (y en la División de Honor española) durante la temporada 2012-13. En 2015 fichó por el Balonmano Porriño gallego y a finales de 2018 se trasladó al Akaba Bera Bera de San Sebastián.

### Clubes
- 2012–15: C.E.H. Castelldefels
- 2015–18: Balonmano Porriño
- 2018– : Balonmano Bera Bera

#### Balonmano Base
Jugando al balonmano en el colegio durante toda la primaria, al formarse el Sant Martí Adianenc femenino estuvo jugando hasta cadete de segundo año. Al haber pocas jugadoras en el equipo femenino se mudó al Castelldefels. En la temporada 2009–10 se proclamó campeona de España cadete.

#### C.E.H. Castelldefels
Su primera temporada en el primer equipo fue la 2010–11. Como juvenil participó en la selección autonómica de su categoría y se proclamó Campeona de España en la temporada 2011–12. Trabajó durante su etapa formativa y hasta que terminó la enseñanza secundaria en el CAR de Sant Cugat. Además consiguió el título en División de Honor Plata y el ascenso a División de Honor femenina con el equipo del Bajo Llobregat. En su última temporada, la del descenso del Castelldefels a División de Honor Plata, cuando contaba con sólo 21 años, aportó 141 goles al equipo catalán.

#### Balonmano Porriño
Sara Gil de la Vega se convirtió en el primer refuerzo para la temporada 2015–16 del Balonmano Porriño, 
En el equipo gallego siguió demostrando su capacidad goleadora. La temporada 2012–13 promedió casi 7 goles por partido, siendo la segunda máxima goleadora de la Liga Guerreras Iberdrola.

#### Balonmano Bera Bera
En su noventa temporada en División de Honor (2018) fichó en el mercado invernal con el equipo vasco para cubrir la repentina baja de la brasileña Fernanda da Silva gracias al buen hacer de Tati Garmendia que se movió rápidamente para suplir a Fernanda y del entrenador gallego Abel Estévez. 
Arrastraba una lesión en el ligamento colateral medial de su codo derecho y, en su quinta temporada, ya con la liga decidida a favor del equipo donostiarra, decidió intentar recuperar su mejor versión con un tratamiento conservador. Pero al final tuvo que pasar por quirófano y fue operada en el Hospital Donostia para tratar de solucionar sus problemas en el codo. El Bera Bera decidió prescindir de sus servicios para la siguiente temporada y se retiró. 

### Selección Española
Habitual en las convocatorias juveniles y juniors de España, la extremo izquierdo catalana hizo su debut con el combinado español absoluto en julio de 2017, en partido amistoso con Rumanía. Su gran temporada con el Balonmano Porriño, del que era la máxima goleadora, le valió para acudir al Campeonato de Europa del 2018 tras la baja de Jennifer Gutierrez, pero no ha tenido continuidad, acudiendo tan solo a 7 encuentros internacionales. Con la camiseta de las guerreras ha conseguido 15 goles.
Es campeona universitaria en un equipo legendario con Merche Castellanos, Silvia Arderius, Esther Arrojería, González de Garibay, Estela Doiro, Paula Valdivia o Paula García. Sustituyó también a Jennifer Gutierrez, que dejó el equipo por decisión técnica.

## Palmarés

### Clubes
- 4 x Liga Guerreras Iberdrola (2017–18, 2019–20, 2020–21, 2021–22)
- 3 x Copa de S.M. La Reina (2019, 2023, 2024)
- 2 x Supercopa de España (2018–19, 2022–23)
- 1 x Supercopa Ibérica (2023)

### Selección Española
- Campeonato del Mundo Universitario (2016)

### Distinciones individuales
En 2014 fue elegida como la mejor deportista del año en Castelldefels.